# Lelaps insularis
Lelaps insularis är en stekelart som beskrevs av Mercet 1927. Lelaps insularis ingår i släktet Lelaps och familjen puppglanssteklar. Inga underarter finns listade i Catalogue of Life.